# Proteam Racing
Il Proteam Racing è un team automobilistico con base ad Arezzo fondato nel 1997 da Valmiro Presenzini Mattoli. La scuderia bianco-blu-azzurra è per lo più conosciuta per la sua partecipazione al FIA World Touring Car Championship. Il Proteam è il team privato che vanta il maggior numero di successi, avendo conquistato quattro titoli Indipendenti nel 2005, 2007, 2008 e 2010. Inizialmente il team si affacciò nel mondo delle corse Renault partecipando ai Gran Premi Europei. Lo stesso Presenzini ha gareggiato nella Renault Clio Cup, Renault 5 Turbo Cup e nella Megane Cup. Dopo il successo in queste serie iniziò a programmare l'European Touring Car Championship, nel quale entrò a far parte nel 2003. La scuderia aretina gareggia inoltre nella Italian Clio Cup, ha gareggiato nel Ferrari Challenge e nel 2006 ha corso nel Campionato Italiano Superturismo con il pilota Cristian Ricciarini.

## Storia

### Campionato del mondo turismo

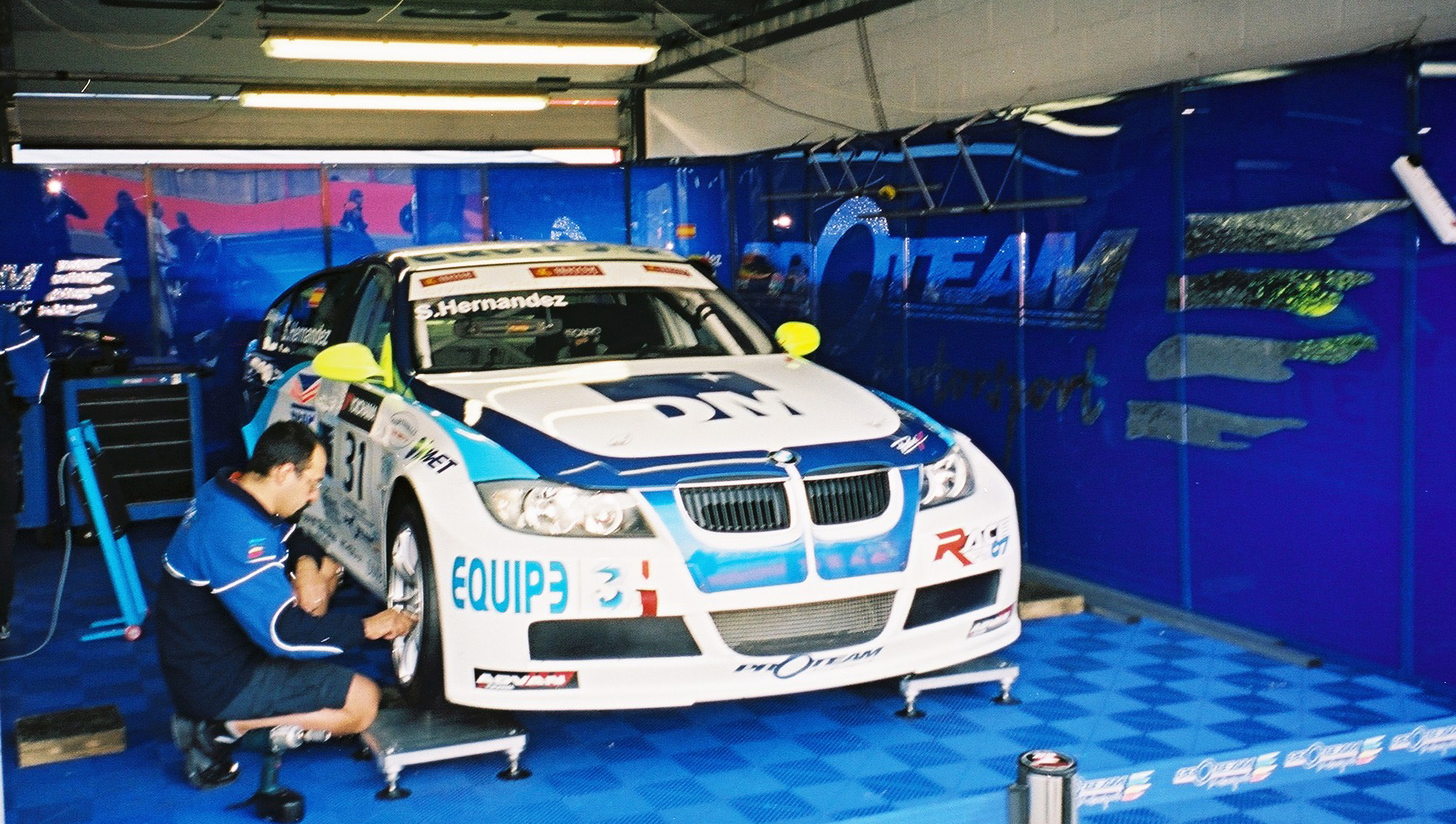
Il box della Proteam nel WTCC del 2007

#### Stagione 2005
Il Proteam fece il suo esordio nel WTCC con due vetture, due BMW 320i's. Furono chiamati due piloti italiani a guidare le vetture di Presenzini, Stefano D'Aste e Giuseppe Cirò, i quali permisero di vincere al team aretino la classifica indipendenti con Cirò al secondo posto nella classifica riservata ai piloti indipendenti e D'Aste che terminò al terzo posto. In questa stagione la gara migliore fu nel 12º round a Spa, con il pilota D'Aste sul podio avendo conquistato il secondo posto assoluto.

#### Stagione 2006
Cirò venne rimpiazzato dal pilota Luca Rangoni, il quale ottenne due podi nella gara conclusiva di Valencia. D'Aste arrivò ancora una volta al terzo posto al termine della stagione. Il Proteam perse il titolo costruttori che passò alla GR Asia, tra le cui file vi era il vincitore degli indipendenti Tom Coronel.

#### Stagione 2007
Nel 2007 D'Aste lasciò il Proteam per accasarsi nel team rivale Wiechers Sport; Presenzini lo sostituì con lo spagnolo Sergio Hernández. L'Italiano Davide Roda corse per la scuderia aretina solamente per la prova di Brno. Inoltre anche le auto cambiarono, infatti il team poté avvalersi delle nuove BMW 320si. Gli ottimi risultati portarono Rangoni al 14º posto nella classifica assoluta. Per quanto riguarda l'altro pilota, Hernández si mise in mostra con un ottavo posto a Valencia. Ciò aiutò il Proteam a riconquistare il titolo costruttori mentre il suo ex-pilota D'Aste si laureò campione del mondo.

#### Stagione 2008

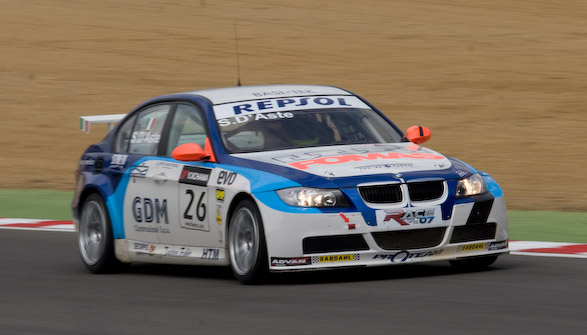
Proteam Motorsport nel WTCC 2008

Rangoni lasciò il WTCC non appena si concluse la stagione 2007 e ciò permise il ritorno di D'Aste nella scuderia di Valmiro Presenzini. La seconda vettura fu affidata a Hernández che si rivelò essere la vera star della stagione, ritrovandosi spesso a lottare nella testa del gruppo. Al termine della stagione il pilota iberico riuscì ad andare per tre volte a punti, incluso un podio a Okayama; anche D'Aste conquistò due punti, con un settimo posto a Brands Hatch. Quando D'Aste non si presentò sul circuito da Guia di Macao, in segno di protesta per una penalità che gli era stata comminata come sanzione della gara precedente, venne rimpiazzato dal bulgaro George Tanev. Hernández vinse il trofeo Indipendenti, con il Proteam che riuscì a mantenere il titolo.

#### Stagione 2009
Con Hernández accasatosi presso la scuderia BMW Team Italy-Spain e D'Aste al Wiechers-Sport, la squadra necessitava di due nuovi piloti per il 2009. Il bulgaro Tanev firmò così per tutta la stagione. Egli fu poi seguito dallo spagnolo Félix Porteiro che, compiendo il percorso inverso di Hernández, passò dal BMW Team Italy-Spain al Proteam Motorsport. Una terza vettura è stata poi messa a disposizione del pilota italiano Vito Postiglione.
Nella gara che si è disputata a Imola nel terzo week-end di settembre è stato il driver Fabio Fabiani a salire su una delle due vetture bianco-blu-azzurre. Per le ultime due gare in programma a Okayama e Macao invece è stato il pilota nipponico Nobuteru Taniguchi il driver del team aretino assieme allo spagnolo Félix Porteiro.
La stagione 2009 era iniziata con grandi risultati come il poker di vittorie ottenuto nei primi round, rispettivamente a Curitiba in Brasile e Puebla in Messico. Il Proteam salì alla ribalta sulle maggiori testate mondiali riguardanti il WTCC, in particolare dopo la splendida prova di Brno dove Porteiro si è classificato in entrambi i round al primo posto dando filo da torcere anche a team ufficiali. Il duello in classifica è con Tom Coronel su SEAT, con il Mondiale che si deciderà solamente nell'ultima gara di Macao. Nell'ex colonia portoghese Félix Porteiro ottiene nel primo round un primo posto, ma nella seconda un incidente compromette la gara dello spagnolo con Coronel che ottiene i punti necessari per ottenere il primato in classifica e il conseguente alloro Mondiale.

#### Stagione 2010
Il 9 gennaio ufficializza l'ingresso nella Lotus Cup e l'ingaggio di Stefano D'Aste per il WTCC; per il pilota si tratta di un nuovo ritorno in seno alla squadra. A pochi giorni dal via ufficializza anche il secondo pilota: si tratta anche in questo caso di un ritorno, quello di Sergio Hernández, vincitore del titolo Indipendenti nel 2008.
Nel ruolo di direttore sportivo resta Daniele Leone mentre Matteo Marzotti è il nuovo addetto stampa e nella direzione tecnica si segnala l'arrivo di Marco Calovolo. Quest'ultimo, dopo alcune esperienze con piloti come Michele Alboreto e Alessandro Nannini,  partecipò al Campionato del Mondo di Formula 1 seguendo il driver nipponico Ukyo Katayama.
In occasione del 7º e 8º round a Monza affida una terza vettura al pilota ravennate Fabio Fabiani che già nella stagione precedente aveva corso in occasione della prova di Imola.
La seconda parte della stagione vede il duo composto da D'Aste ed Hernandez darsi battaglia con il danese Poulsen nella rincorsa al titolo Independents. Con il Trofeo Yokohama sempre più vicino, nel mese di settembre il team annuncia l'ingaggio di altri due piloti, il nipponico Nobuteru Taniguchi, vicino all'azienda giapponese Yokohama e che già nella passata stagione aveva preso parte agli ultimi due appuntamenti del WTCC, e Kevin Chen, pilota originario di Taiwan, che vanta un ottimo curriculum nei campionati formula. Nel frattempo Stefano D'Aste annuncia che non parteciperà alla gara di Macao, preferendo prendere parte al Rally di Monza.
Nell'ultima gara della stagione a Macao la scuderia conquista i punti necessari per aggiudicarsi sia il titolo costruttori Independents che quello riservato ai piloti con Hernandez, diventando così l'unico team a vincere per quattro volte il Mondiale costruttori privati del WTCC.

#### Stagione 2011
Ai nastri di partenza per il Mondiale FIA WTCC 2011 la scuderia di Valmiro Presenzini Mattoli si appresta a sfoderare alcune novità, in particolare per quanto riguarda i piloti e le vetture. Il Proteam può presentare ben tre vetture: due BMW 320Tc e una BMW 320Si. Le prime due sono affidate a Mehdi Bennani che ha esordito nel 2010 nel WTCC e il giovane pilota iberico Javier Villa Garcìa, giovane promessa proveniente dal mondo GP2 dove ha avuto modo di confrontarsi con piloti del calibro di Lewis Hamilton. Completa il quadro della scuderia campione in carica del Trofeo Yokohama il driver italiano Fabio Fabiani, alla sua terza esperienza al volante di una vettura bianco-blu-azzurra di Presenzini.
Per quanto riguarda l'organigramma tutto resta invariato con Daniele Leone in veste di direttore sportivo, Marco Calovolo direttore tecnico e Matteo Marzotti addetto stampa.
Per il 2012 la squadra conferma la presenza nel WTCC con due BMW.

#### Stagione 2012
Viene confermato al primo volante il Pilota Marocchino Mehdi Bennani, il secondo volante viene affidato al pilota spagnolo Isaac Tutumlu. Dopo il grave incidente di Marrakesh la collaborazione con il pilota Spagnolo viene interrotta. L'ingegnere Andrea Cisotti riesce ad affinare il feeling con il primo Pilota Mehdi Bennani riuscendo ad ottenere un 10 posto nella classifica assoluta piloti. Podio assoluto nella gara di Budapest e importanti risultati nelle gare di Slovacchia, Austria, Suzuka e Shanghai, complici le ottime qualifiche.

#### Stagione 2013
La Partnership con il Marocchino Mehdi Bennani viene confermata e rinforzata. Rinnovata la fiducia all'ingegnere Andrea Cisotti, nel ruolo di direttore sportivo arriva Davide Mainò. I risultati non si fanno attendere: alla soddisfazione per il secondo posto assoluto nella gara Ungherese, seguono importanti punti negli appuntamenti di Slovacchia, Austria e sul nuovo circuito di Mosca.

#### Stagione 2014
Il 27 ottobre 2013 la scuderia ha annunciato l'acquisto di una nuova Honda Civic preparata secondo le nuove specifiche TC1 introdotte dalla FIA; l'auto va così a sostituire le vecchie BMW 320 TC. Al volante della nuova Civic viene confermato Bennani. La stagione si rivela positiva: Bennani si classifica infatti 11º assoluto, riuscendo inoltre a ottenere la prima vittoria assoluta per la scuderia italiana nel WTCC. Tra le scuderie la Proteam si classifica quinta.

#### Stagione 2015
In vista della stagione 2015 Bennani viene ingaggiato dalla Sébastien Loeb Racing; per questo motivo viene ingaggiato al suo posto il serbo Dušan Borković, che lascia però la scuderia dopo sole due gare e 0 punti ottenuti a causa di una disputa sulla posizione di guida. La Proteam è stata così costretta a saltare le sue prime gare nel WTCC. L'11 giugno la scuderia ha infine annunciato il suo totale disimpegno dal WTCC.

### TCR International Series
Il 27 gennaio 2015 Marcello Lotti, presidente delle neonate TCR International Series, ha annunciato l'iscrizione della Proteam al campionato con una Ford Focus ST preparata dalla Onyx Race Engineering, con l'obbiettivo di poter aggiungere una seconda auto entro le prime gare e una terza auto per le ultime gare della stagione. Il successivo 24 marzo è stato annunciato l'ingaggio di Diego Romanini come pilota. La vettura ha però mostrato gravissimi problemi di affidabilità che l'hanno costretta a saltare la maggior parte delle gare.

## Risultati

### Campionato europeo turismo
| Anno | Vettura  | Pilota         | 1        | 2       | 3        | 4        | 5        | 6       | 7         | 8        | 9        | 10       | 11       | 12        | 13        | 14       | 15       | 16        | 17    | 18    | 19    | 20    | PP  | Punti |
| ---- | -------- | -------------- | -------- | ------- | -------- | -------- | -------- | ------- | --------- | -------- | -------- | -------- | -------- | --------- | --------- | -------- | -------- | --------- | ----- | ----- | ----- | ----- | --- | ----- |
| 2004 | BMW 320i | Stefano D'Aste | ITA 1 13 | ITA 2 8 | SPA 1 14 | SPA 2 12 | FRA 1 10 | FRA 2 9 | GER 1 16† | GER 2 NP | CEC 1 16 | CEC 2 14 | GBR 1 16 | GBR 2 Rit | BEL 1 Rit | BEL 2 NP | ITA 3 15 | ITA 4 Rit | GER 3 | GER 4 | DUB 1 | DUB 2 | 20° | 1     |

### Campionato del mondo turismo
| Anno | Vettura          | Pilota             | 1         | 2         | 3         | 4         | 5         | 6         | 7         | 8         | 9         | 10        | 11        | 12        | 13        | 14        | 15        | 16        | 17        | 18        | 19        | 20        | 21       | 22        | 23        | 24        | PP  | Punti | PS | Punti |
| ---- | ---------------- | ------------------ | --------- | --------- | --------- | --------- | --------- | --------- | --------- | --------- | --------- | --------- | --------- | --------- | --------- | --------- | --------- | --------- | --------- | --------- | --------- | --------- | -------- | --------- | --------- | --------- | --- | ----- | -- | ----- |
| 2005 | BMW 320i         | Stefano D'Aste     | ITA 1 16  | ITA 2 22† | FRA 1 Rit | FRA 2 NP  | GBR 1 Rit | GBR 2 Rit | EUR 1 22  | EUR 2 15  | MES 1 12  | MES 2 11  | BEL 1 16  | BEL 2     | GER 1 20  | GER 2 19  | TUR 1 14  | TUR 2 15  | SPA 1 17  | SPA 2 17  | MAC 1 11  | MAC 2 Rit |          |           |           |           | 18° | 8     | 1° | 203   |
| 2005 | BMW 320i         | Giuseppe Cirò      | ITA 1 Rit | ITA 2 18  | FRA 1 21  | FRA 2 17  | GBR 1 22  | GBR 2 11  | EUR 1 Rit | EUR 2 NP  | MES 1 14  | MES 2 9   | BEL 1 15  | BEL 2 15  | GER 1 24  | GER 2 16  | TUR 1 12  | TUR 2 14  | SPA 1 12  | SPA 2 10  | MAC 1 Rit | MAC 2 8   |          |           |           |           | 22° | 1     | 1° | 203   |
| 2006 | BMW 320si        | Luca Rangoni       | ITA 1 15  | ITA 2 Rit | FRA 1 12  | FRA 2 21  | GBR 1 20  | GBR 2 15  | GER 1 17  | GER 2 23  | BRA 1 20  | BRA 2 Rit | MES 1 23  | MES 2 12  | CEC 1 Rit | CEC 2 12  | TUR 1 21† | TUR 2 21† | SPA 1 2   | SPA 2 3   | MAC 1 20  | MAC 2 12  |          |           |           |           | 19° | 14    | 2° | 192   |
| 2006 | BMW 320i         | Stefano D'Aste     | ITA 1 14  | ITA 2 21  | FRA 1 18  | FRA 2 10  | GBR 1 19  | GBR 2 Rit | GER 1 19  | GER 2 19  | BRA 1 Rit | BRA 2 Rit | MES 1 22  | MES 2 Rit | CEC 1 13  | CEC 2 11  | TUR 1 12  | TUR 2 11  | SPA 1 20  | SPA 2 19  | MAC 1 Rit | MAC 2 11  |          |           |           |           | NC  | 0     | 2° | 192   |
| 2007 | BMW 320si        | Luca Rangoni       | BRA 1 Rit | BRA 2 7   | OLA 1 3   | OLA 2 6   | SPA 1 7   | SPA 2 7   | FRA 1 Rit | FRA 2 17  | CEC 1 18  | CEC 2 Rit | POR 1 20  | POR 2 12  | SVE 1 17  | SVE 2 20  | GER 1 16  | GER 2 18  | GBR 1 16  | GBR 2 21† | ITA 1 10  | ITA 2 NP  | MAC 1 17 | MAC 2 10  |           |           | 14° | 15    | 1° | 234   |
| 2007 | BMW 320si        | Sergio Hernández   | BRA 1 14  | BRA 2 Rit | OLA 1     | OLA 2     | SPA 1 10  | SPA 2 8   | FRA 1 14  | FRA 2 Rit | CEC 1     | CEC 2     | POR 1 Rit | POR 2 NP  | SVE 1 Rit | SVE 2 22  | GER 1 14  | GER 2 17  | GBR 1 18  | GBR 2 16  | ITA 1 19  | ITA 2 17  | MAC 1 21 | MAC 2 15  |           |           | 20° | 1     | 1° | 234   |
| 2007 | BMW 320si        | Davide Roda        | BRA 1     | BRA 2     | OLA 1     | OLA 2     | SPA 1     | SPA 2     | FRA 1     | FRA 2     | CEC 1 23  | CEC 2 21† | POR 1     | POR 2     | SVE 1     | SVE 2     | GER 1     | GER 2     | GBR 1     | GBR 2     | ITA 1     | ITA 2     | MAC 1    | MAC 2     |           |           | NC  | 0     | 1° | 234   |
| 2008 | BMW 320si        | Sergio Hernández   | BRA 1 14† | BRA 2 15  | MES 1 17  | MES 2 15  | SPA 1 23  | SPA 2 12  | FRA 1 17  | FRA 2 17  | CEC 1 15  | CEC 2 13  | POR 1 Rit | POR 2 15  | GBR 1 13  | GBR 2 8   | GER 1 10  | GER 2 7   | EUR 1 9   | EUR 2 10  | ITA 1 14  | ITA 2 13  | GPN 1 12 | GPN 2 3   | MAC 1 12  | MAC 2 Rit | 16° | 9     | 1° | 334   |
| 2008 | BMW 320si        | Stefano D'Aste     | BRA 1 9   | BRA 2 16  | MES 1 13  | MES 2 14  | SPA 1 14  | SPA 2 15  | FRA 1 18  | FRA 2 14  | CEC 1 25† | CEC 2 21  | POR 1 19  | POR 2 16  | GBR 1 12  | GBR 2 7   | GER 1 9   | GER 2 13  | EUR 1 18  | EUR 2 16  | ITA 1 24  | ITA 2 14  | GPN 1 9  | GPN 2 23† | MAC 1     | MAC 2     | 18° | 2     | 1° | 334   |
| 2008 | BMW 320si        | George Tanev       | BRA 1     | BRA 2     | MES 1     | MES 2     | SPA 1     | SPA 2     | FRA 1     | FRA 2     | CEC 1     | CEC 2     | POR 1     | POR 2     | GBR 1     | GBR 2     | GER 1 21  | GER 2 21  | EUR 1 21  | EUR 2 19  | ITA 1 20  | ITA 2 18  | GPN 1    | GPN 2     | MAC 1 19  | MAC 2 Rit | NC  | 0     | 1° | 334   |
| 2009 | BMW 320si        | Félix Porteiro     | BRA 1 8   | BRA 2 7   | MES 1 10  | MES 2 9   | MAR 1 13  | MAR 2 10  | FRA 1 SQ  | FRA 2 17† | SPA 1 10  | SPA 2 5   | CEC 1 7   | CEC 2 4   | POR 1 14  | POR 2 13  | GBR 1 14  | GBR 2 15  | GER 1 Rit | GER 2 15  | ITA 1 9   | ITA 2 12  | GPN 1 14 | GPN 2 11  | MAC 1 14  | MAC 2 12  | 15° | 10    | 2° | 239   |
| 2009 | BMW 320si        | George Tanev       | BRA 1 18  | BRA 2 21  | MES 1 Rit | MES 2 18  | MAR 1 19  | MAR 2 Rit | FRA 1     | FRA 2     | SPA 1     | SPA 2     | CEC 1     | CEC 2     | POR 1     | POR 2     | GBR 1     | GBR 2     | GER 1     | GER 2     | ITA 1     | ITA 2     | GPN 1    | GPN 2     | MAC 1     | MAC 2     | NC  | 0     | 2° | 239   |
| 2009 | BMW 320si        | Vito Postiglione   | BRA 1     | BRA 2     | MES 1     | MES 2     | MAR 1 18  | MAR 2 Rit | FRA 1     | FRA 2     | SPA 1 19  | SPA 2 17  | CEC 1 10  | CEC 2 10  | POR 1     | POR 2     | GBR 1 21  | GBR 2 23  | GER 1     | GER 2     | ITA 1     | ITA 2     | GPN 1    | GPN 2     | MAC 1     | MAC 2     | NC  | 0     | 2° | 239   |
| 2009 | BMW 320si        | Fabio Fabiani      | BRA 1     | BRA 2     | MES 1     | MES 2     | MAR 1     | MAR 2     | FRA 1     | FRA 2     | SPA 1     | SPA 2     | CEC 1     | CEC 2     | POR 1     | POR 2     | GBR 1     | GBR 2     | GER 1     | GER 2     | ITA 1 17  | ITA 2 22  | GPN 1    | GPN 2     | MAC 1     | MAC 2     | NC  | 0     | 2° | 239   |
| 2009 | BMW 320si        | Nobuteru Taniguchi | BRA 1     | BRA 2     | MES 1     | MES 2     | MAR 1     | MAR 2     | FRA 1     | FRA 2     | SPA 1     | SPA 2     | CEC 1     | CEC 2     | POR 1     | POR 2     | GBR 1     | GBR 2     | GER 1     | GER 2     | ITA 1     | ITA 2     | GPN 1 20 | GPN 2 Rit | MAC 1 18  | MAC 2 15  | NC  | 0     | 2° | 239   |
| 2010 | BMW 320si        | Sergio Hernández   | BRA 1 13  | BRA 2 10  | MAR 1 14  | MAR 2 Rit | ITA 1 12  | ITA 2 16  | BEL 1 13  | BEL 2 9   | POR 1 9   | POR 2 17  | GBR 1 16  | GBR 2 12  | CEC 1 11  | CEC 2 11  | GER 1 10  | GER 2 13  | SPA 1 19  | SPA 2 15  | GPN 1 11  | GPN 2 Rit | MAC 1 11 | MAC 2 9   |           |           | 16° | 9     | 1° | 248   |
| 2010 | BMW 320si        | Stefano D'Aste     | BRA 1 17  | BRA 2 15  | MAR 1 Rit | MAR 2 11  | ITA 1 11  | ITA 2 11  | BEL 1 16  | BEL 2 13  | POR 1 14  | POR 2 13  | GBR 1 18  | GBR 2 11  | CEC 1 10  | CEC 2 9   | GER 1 15  | GER 2 16  | SPA 1 Rit | SPA 2 NP  | GPN 1 Rit | GPN 2 17  | MAC 1    | MAC 2     |           |           | 19° | 3     | 1° | 248   |
| 2010 | BMW 320si        | Fabio Fabiani      | BRA 1     | BRA 2     | MAR 1     | MAR 2     | ITA 1 15  | ITA 2 18  | BEL 1     | BEL 2     | POR 1     | POR 2     | GBR 1     | GBR 2     | CEC 1 18  | CEC 2 20† | GER 1 NC  | GER 2 19  | SPA 1     | SPA 2     | GPN 1     | GPN 2     | MAC 1    | MAC 2     |           |           | NC  | 0     | 1° | 248   |
| 2010 | BMW 320si        | Nobuteru Taniguchi | BRA 1     | BRA 2     | MAR 1     | MAR 2     | ITA 1     | ITA 2     | BEL 1     | BEL 2     | POR 1     | POR 2     | GBR 1     | GBR 2     | CEC 1     | CEC 2     | GER 1     | GER 2     | SPA 1     | SPA 2     | GPN 1 12  | GPN 2 18  | MAC 1 16 | MAC 2 Rit |           |           | NC  | 0     | 1° | 248   |
| 2010 | BMW 320si        | Kevin Chen         | BRA 1     | BRA 2     | MAR 1     | MAR 2     | ITA 1     | ITA 2     | BEL 1     | BEL 2     | POR 1     | POR 2     | GBR 1     | GBR 2     | CEC 1     | CEC 2     | GER 1     | GER 2     | SPA 1     | SPA 2     | GPN 1 Rit | GPN 2 20  | MAC 1 17 | MAC 2 14  |           |           | NC  | 0     | 1° | 248   |
| 2011 | BMW 320 TC       | Javier Villa       | BRA 1 14  | BRA 2 8   | BEL 1 9   | BEL 2 10  | ITA 1 8   | ITA 2 8   | UNG 1 3   | UNG 2 7   | CEC 1 9   | CEC 2 7   | POR 1 Rit | POR 2 17  | GBR 1 17  | GBR 2 16  | GER 1 12  | GER 2 10  | SPA 1 6   | SPA 2 19† | GPN 1 16  | GPN 2 8   | CIN 1 10 | CIN 2 Rit | MAC 1 11  | MAC 2 10  | 12° | 59    | 3° | 172   |
| 2011 | BMW 320 TC       | Mehdi Bennani      | BRA 1 10  | BRA 2 Rit | BEL 1 Rit | BEL 2 11  | ITA 1 11  | ITA 2 20† | UNG 1 14  | UNG 2 14  | CEC 1 11  | CEC 2 10  | POR 1 16  | POR 2 18  | GBR 1 14  | GBR 2 9   | GER 1 11  | GER 2 Rit | SPA 1 Rit | SPA 2 12  | GPN 1 8   | GPN 2 18  | CIN 1 7  | CIN 2 11  | MAC 1 9   | MAC 2 6   | 16° | 24    | 3° | 172   |
| 2011 | BMW 320si        | Fabio Fabiani      | BRA 1 19  | BRA 2 NC  | BEL 1 16  | BEL 2 13  | ITA 1 18  | ITA 2 18  | UNG 1 17  | UNG 2 Rit | CEC 1     | CEC 2     | POR 1     | POR 2     | GBR 1 SQ  | GBR 2 SQ  | GER 1 19  | GER 2 16  | SPA 1 16  | SPA 2 17  | GPN 1 NQ  | GPN 2 NQ  | CIN 1 18 | CIN 2 15  | MAC 1     | MAC 2     | NC  | 0     | 3° | 172   |
| 2011 | BMW 320si        | Philip Ma          | BRA 1     | BRA 2     | BEL 1     | BEL 2     | ITA 1     | ITA 2     | UNG 1     | UNG 2     | CEC 1     | CEC 2     | POR 1     | POR 2     | GBR 1     | GBR 2     | GER 1     | GER 2     | SPA 1     | SPA 2     | GPN 1     | GPN 2     | CIN 1 19 | CIN 2 16† | MAC 1 Rit | MAC 2 16  | NC  | 0     | 3° | 172   |
| 2012 | BMW 320 TC       | Mehdi Bennani      | ITA 1 Rit | ITA 2 14  | SPA 1 14  | SPA 2 10  | MAR 1 Rit | MAR 2 12  | SVC 1 11  | SVC 2 7   | UNG 1 4   | UNG 2 3   | AUT 1 17  | AUT 2 6   | POR 1 Rit | POR 2 Rit | BRA 1 12  | BRA 2 8   | USA 1 11  | USA 2 Rit | GPN 1 21  | GPN 2 7   | CIN 1 8  | CIN 2 5   | MAC 1 Rit | MAC 2 Rit | 10° | 68    | 8° | 47    |
| 2012 | BMW 320 TC       | Isaac Tutumlu      | ITA 1 Rit | ITA 2 17  | SPA 1 16  | SPA 2 11  | MAR 1 Rit | MAR 2 NP  | SVC 1     | SVC 2     | UNG 1     | UNG 2     | AUT 1     | AUT 2     | POR 1     | POR 2     | BRA 1     | BRA 2     | USA 1     | USA 2     | GPN 1     | GPN 2     | CIN 1    | CIN 2     | MAC 1     | MAC 2     | NC  | 0     | 8° | 47    |
| 2012 | BMW 320 TC       | Felice Tedeschi    | ITA 1     | ITA 2     | SPA 1     | SPA 2     | MAR 1     | MAR 2     | SVC 1     | SVC 2     | UNG 1     | UNG 2     | AUT 1     | AUT 2     | POR 1     | POR 2     | BRA 1     | BRA 2     | USA 1 NP  | USA 2 NP  | GPN 1     | GPN 2     | CIN 1    | CIN 2     | MAC 1     | MAC 2     | NC  | 0     | 8° | 47    |
| 2013 | BMW 320 TC       | Mehdi Bennani      | ITA 1 17  | ITA 2 19  | MAR 1 18  | MAR 2 11  | SVC 1 10  | SVC 2 9   | UNG 1 5   | UNG 2     | AUT 1 4   | AUT 2 16  | RUS 1 11  | RUS 2 16  | POR 1 Rit | POR 2 10  | ARG 1 20  | ARG 2 21† | USA 1 18  | USA 2     | GPN 1 11  | GPN 2     | CIN 1 16 | CIN 2 14  | MAC 1 11  | MAC 2 Rit | 12° | 80    | 8° | 39    |
| 2014 | Honda Civic WTCC | Mehdi Bennani      | MAR 1 7   | MAR 2 SQ  | FRA 1 13  | FRA 2 5   | UNG 1 5   | UNG 2 NP  | SVC 1 14  | SVC 2 C   | AUT 1 7   | AUT 2 8   | RUS 1 11  | RUS 2 3   | BEL 1 13  | BEL 2 11  | ARG 1 9   | ARG 2 8   | PEC 1 9   | PEC 2 Rit | CIN 1 10  | CIN 2 1   | GPN 1 11 | GPN 2 Rit | MAC 1 19† | MAC 2 NP  | 11° | 85    | 5° | 97    |
| 2015 | Honda Civic WTCC | Dušan Borković     | ARG 1 11  | ARG 2 Rit | MAR 1 NP  | MAR 2 NP  | UNG 1     | UNG 2     | GER 1     | GER 2     | RUS 1     | RUS 2     | SVC 1     | SVC 2     | FRA 1     | FRA 2     | POR 1     | POR 2     | GPN 1     | GPN 2     | CIN 1     | CIN 2     | THA 1    | THA 2     | QAT 1     | QAT 2     | NC  | 0     | 8° | 4     |

### TCR International Series
| Anno | Vettura       | Pilota         | 1        | 2        | 3     | 4     | 5     | 6     | 7     | 8     | 9        | 10       | 11    | 12    | 13    | 14    | 15        | 16        | 17    | 18    | 19    | 20    | 21        | 22       | PP  | Punti | PS  | Punti |
| ---- | ------------- | -------------- | -------- | -------- | ----- | ----- | ----- | ----- | ----- | ----- | -------- | -------- | ----- | ----- | ----- | ----- | --------- | --------- | ----- | ----- | ----- | ----- | --------- | -------- | --- | ----- | --- | ----- |
| 2015 | Ford Focus ST | Diego Romanini | MAL 1 NP | MAL 2 NP | CIN 1 | CIN 2 | SPA 1 | SPA 2 | POR 1 | POR 2 | ITA 1    | ITA 2    | SAL 1 | SAL 2 | RUS 1 | RUS 2 | RBR 1 Rit | RBR 2 Rit | SIN 1 | SIN 2 | THA 1 | THA 2 | MAC 1     | MAC 2    | NC  | 0     | 14° | 1     |
| 2015 | Ford Focus ST | Tom Boardman   | MAL 1    | MAL 2    | CIN 1 | CIN 2 | SPA 1 | SPA 2 | POR 1 | POR 2 | ITA 1 10 | ITA 2 11 | SAL 1 | SAL 2 | RUS 1 | RUS 2 | RBR 1     | RBR 2     | SIN 1 | SIN 2 | THA 1 | THA 2 | MAC 1     | MAC 2    | 42° | 1     | 14° | 1     |
| 2015 | Ford Focus ST | James Nash     | MAL 1    | MAL 2    | CIN 1 | CIN 2 | SPA 1 | SPA 2 | POR 1 | POR 2 | ITA 1    | ITA 2    | SAL 1 | SAL 2 | RUS 1 | RUS 2 | RBR 1     | RBR 2     | SIN 1 | SIN 2 | THA 1 | THA 2 | MAC 1 Rit | MAC 2 NP | NC  | 0     | 14° | 1     |

### TCR Italy Touring Car Championship
| Anno | Vettura                 | Pilota             | 1         | 2        | 3        | 4         | 5        | 6        | 7         | 8        | 9        | 10       | 11        | 12       | 13    | 14    | PP  | Punti |
| ---- | ----------------------- | ------------------ | --------- | -------- | -------- | --------- | -------- | -------- | --------- | -------- | -------- | -------- | --------- | -------- | ----- | ----- | --- | ----- |
| 2019 | Volkswagen Golf GTI TCR | Massimiliano Milli | MNZ 1     | MNZ 2    | MIS 1 10 | MIS 2 13† | IMO 1 11 | IMO 2 10 | MUG 1 11  | MUG 2 9  | IMO 3    | IMO 4    | VAL 1     | VAL 2    | MNZ 3 | MNZ 4 | 24° | 4     |
| 2019 | Volkswagen Golf GTI TCR | Massimiliano Chini | MNZ 1     | MNZ 2    | MIS 1 10 | MIS 2 13† | IMO 1 11 | IMO 2 10 | MUG 1     | MUG 2    | IMO 3    | IMO 4    | VAL 1     | VAL 2    | MNZ 3 | MNZ 4 | 27° | 2     |
| 2019 | Volkswagen Golf GTI TCR | Giovanni Altoè     | MNZ 1     | MNZ 2    | MIS 1    | MIS 2     | IMO 1    | IMO 2    | MUG 1 11  | MUG 2 9  | IMO 3    | IMO 4    | VAL 1     | VAL 2    | MNZ 3 | MNZ 4 | 26° | 2     |
| 2020 | Volkswagen Golf GTI TCR | Riccardo Romagnoli | MUG 1 13  | MUG 2 13 | MIS 1 14 | MIS 2 18  | IMO 1 13 | IMO 2 18 | VAL 1 19  | VAL 2 12 | MNZ 1 13 | MNZ 2 11 | IMO 3 14  | IMO 4 16 |       |       | 23° | 17    |
| 2021 | CUPRA TCR               | Riccardo Romagnoli | MNZ 1 24† | MNZ 2 12 | MIS 1 9  | MIS 2 7   | VAL 1 8  | VAL 2 7  | IMO 1 Rit | IMO 2 7  | IMO 3 14 | IMO 4 13 | MUG 1 Rit | MUG 2 10 |       |       | 10° | 108   |